# Собор Благовещения Пресвятой Богородицы (Афины)
Собор Благовещения Пресвятой Богородицы в Афинах (греч. Καθεδρικός Ναος Ευαγγελισμού της Θεοτόκου), часто сокращённо именуется Митро́поли — главный кафедральный собор Элладской православной церкви, в котором располагается кафедра её предстоятеля Блаженнейшего Архиепископа Афинского и всей Эллады.

## История строительства

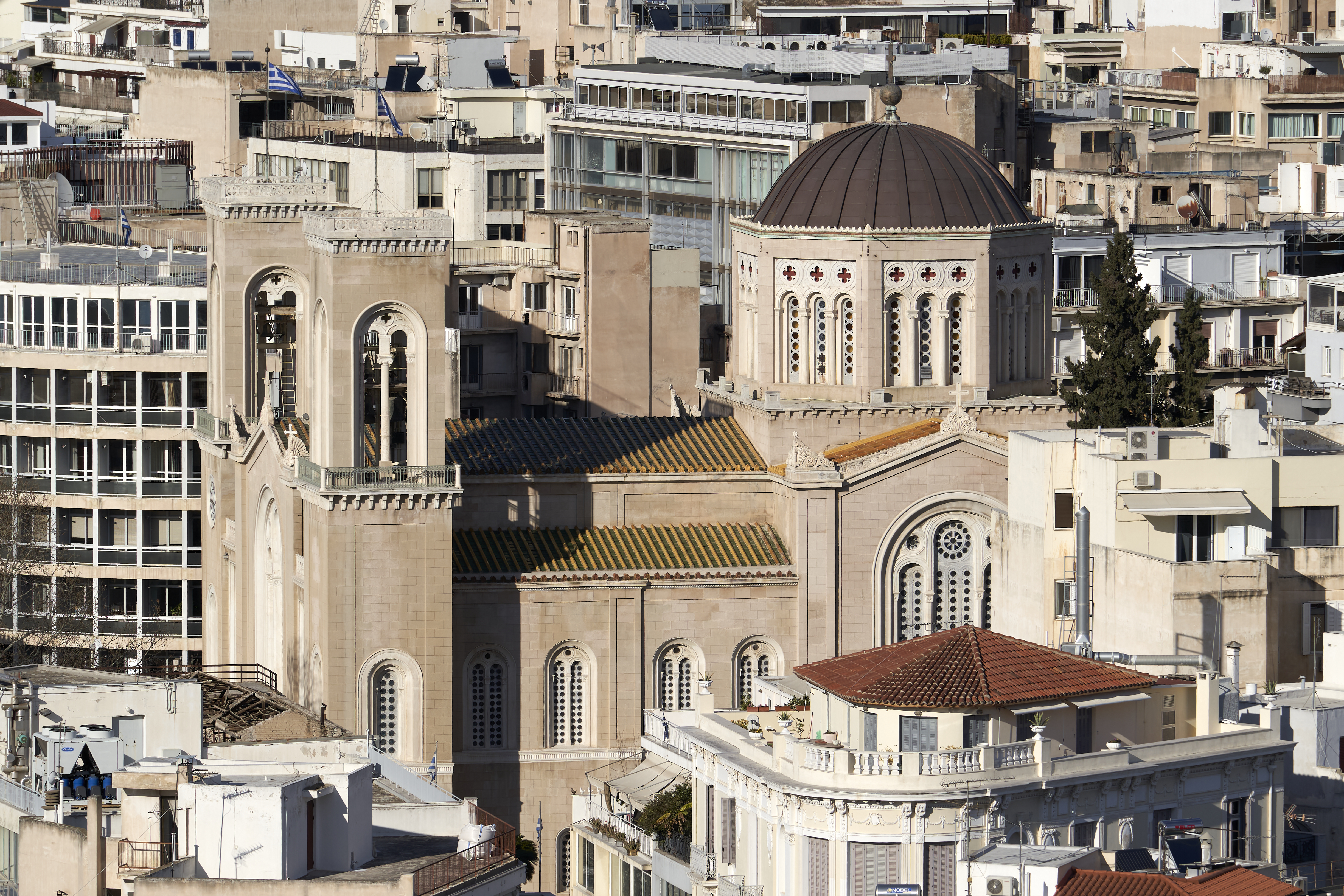
Вид с юга

Строительство собора началось в день Рождества Христова 1842 года, фундамент его заложили король Греции Оттон I и королева Амалия. Для возведения храма использовали мрамор 72 разрушенных в то время церквей в Афинах. Собор строился в несколько этапов, и над его возведением работали четыре архитектора: Теофил фон Хансен (1842—1843), Димитриос Зезос (1846—1857), Франсуа Буланже и Панайотис Калкос (1857—1862).
Собор был освящён 21 мая 1862 года в честь Благовещения Божией Матери (Ευαγγελισμός της Θεοτόκου) в присутствии короля и королевы Греции.

## Современное состояние
Собор купольный, трехнефный. Рядом с ним с севера сохранилась небольшая крестово-купольная Церковь Святого Элевтерия, построенная в годы османского завоевания. Её часто называют Малой Митрополией.
На площади перед собором установлены две статуи: святому Константину XI Драгашу и архиепископу Дамаскину, который в период Второй мировой войны стал архиепископом Афинским и всея Эллады, а также регентом короля Георга II и одновременно премьер-министром Греции в 1946 году.
В 2009 году собор по требованию архиепископа Иеронима II был закрыт на один год на реконструкцию. Строительные леса начали снимать с собора лишь в 2016 году после почти 20 лет ремонтных работ.

## Святыни
В храме находятся раки с мощами двух греческих святых, замученных турками во времена османской власти: преподобномученицы Филофеи Афинской и Патриарха Константинопольского Григория V. Филофея была жестоко избита турками в 1588 году за выкуп гречанок из неволи и скончалась спустя четыре месяца. Патриарх Григорий V был повешен по приказу турецкого султана Махмуда II, а его тело брошено в Босфор в 1821 году в ответ на греческое восстание 25 марта, что привело к Греческой войне за независимость. Его тело было спасено греческими моряками, находилось в Одессе, а в 1871 году было перенесено в Афины.

## Галерея

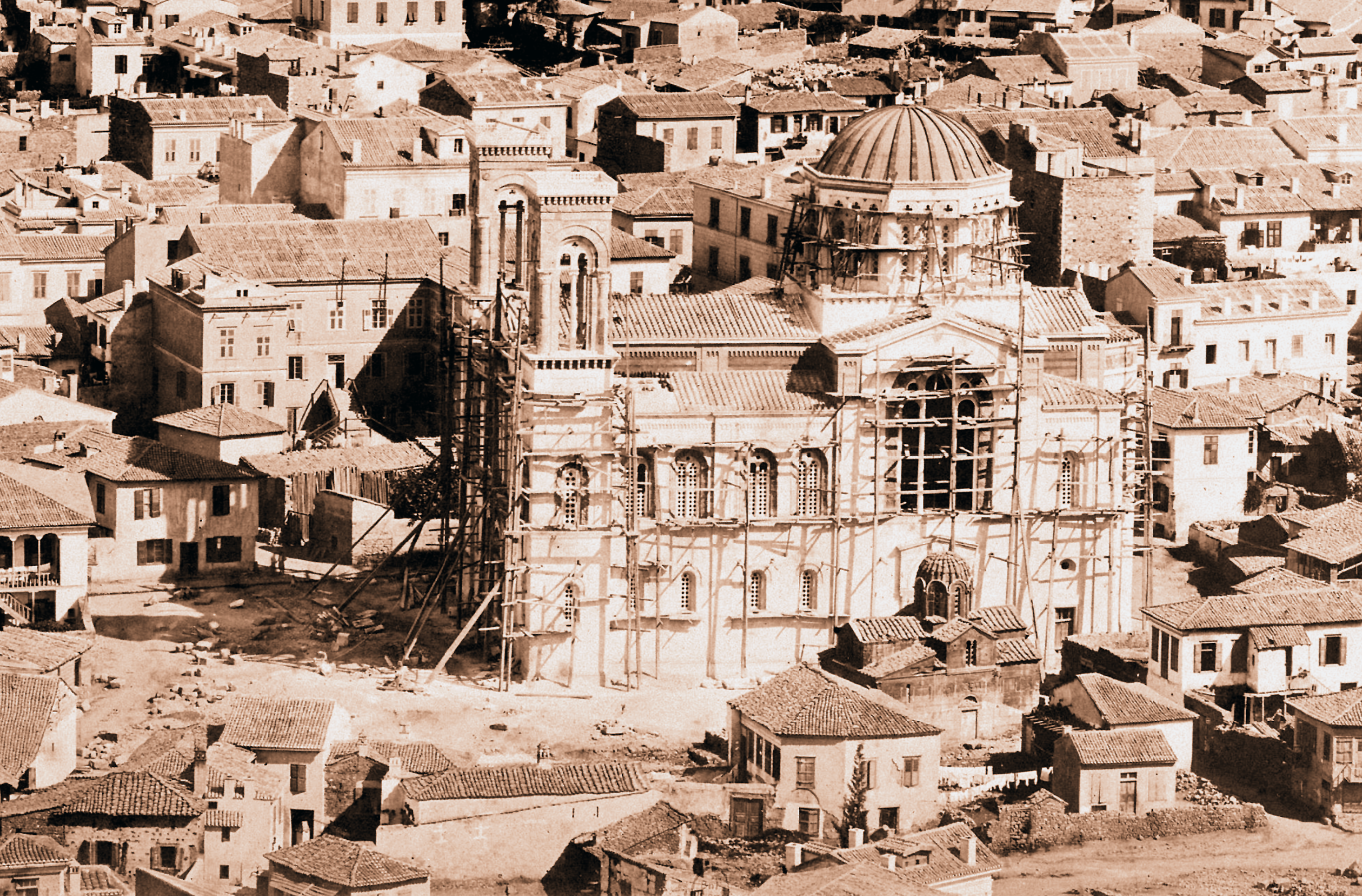
Строительство собора, 1859 г.
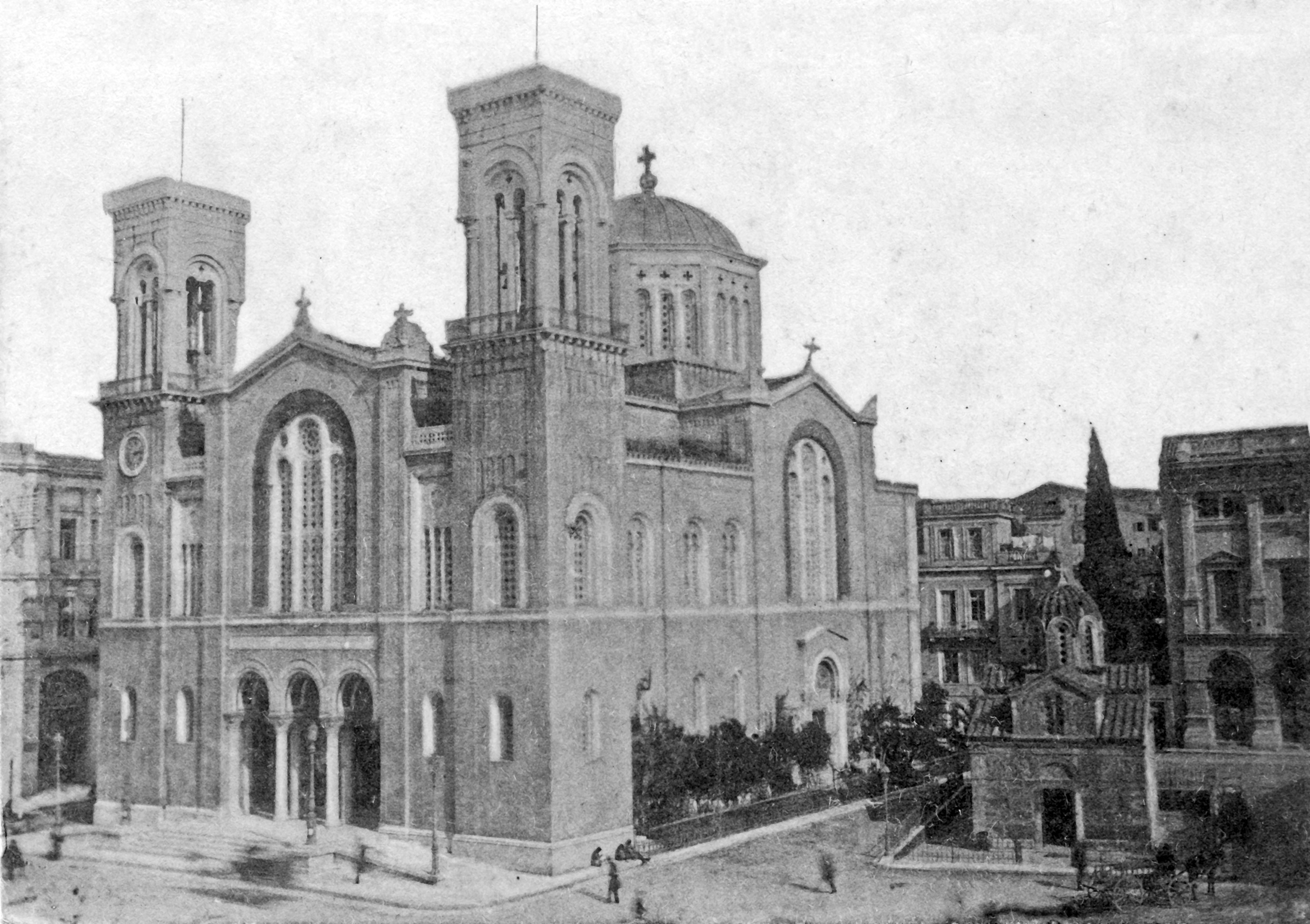
Фотография 1900 года
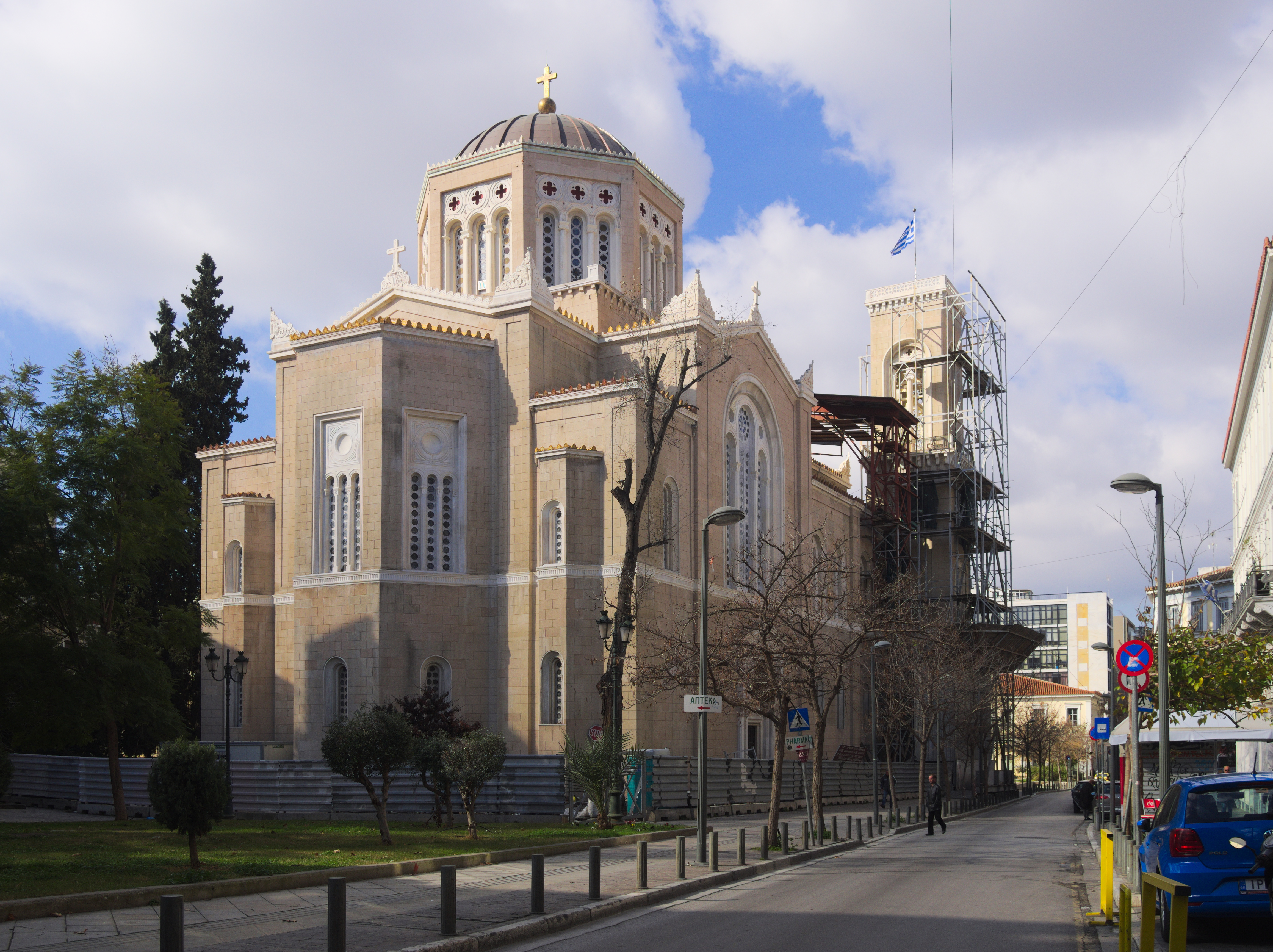
Алтарная часть
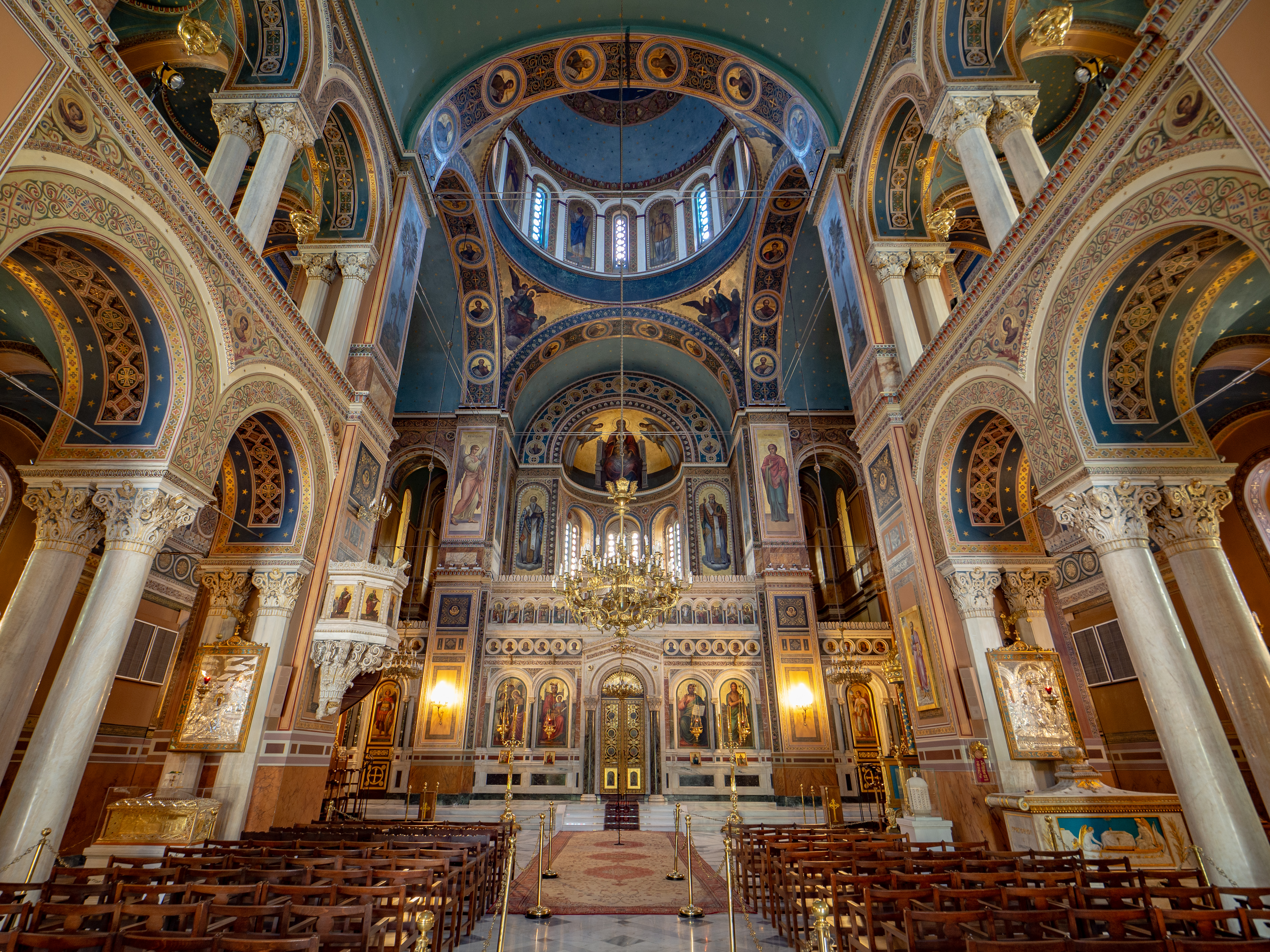
Интерьер
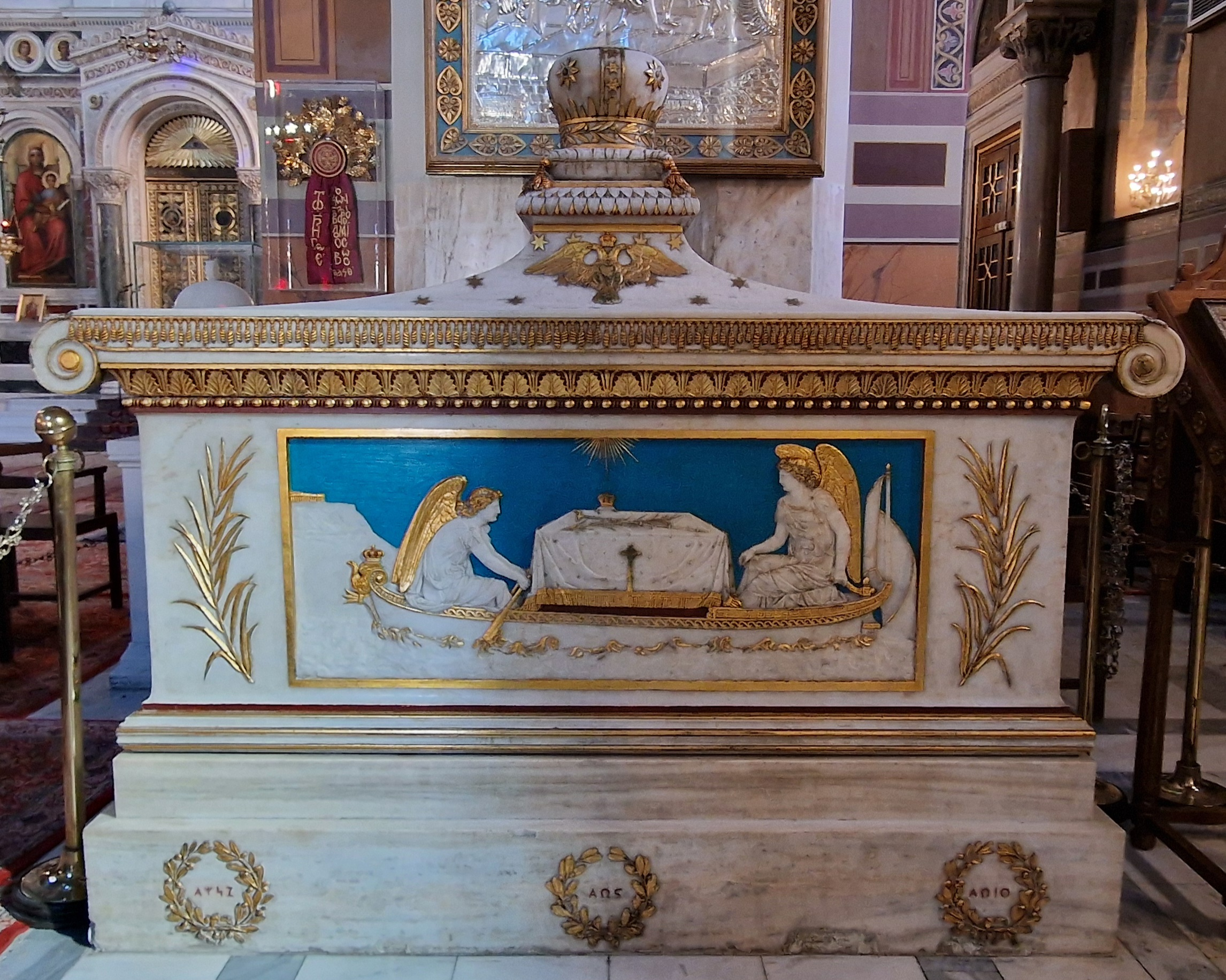
Ковчег с мощами св. Григория, патриарха Константинопольского
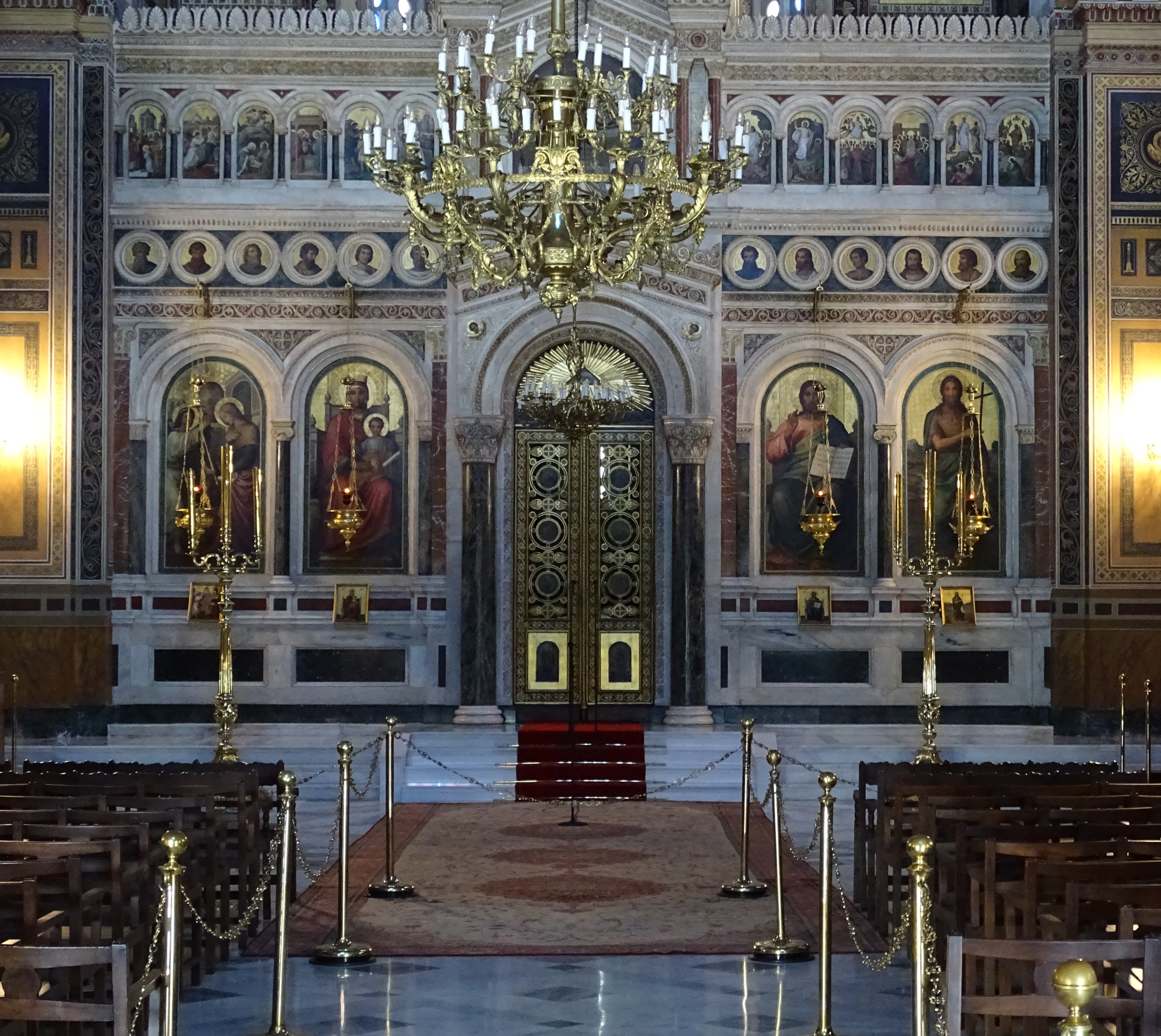
Иконостас
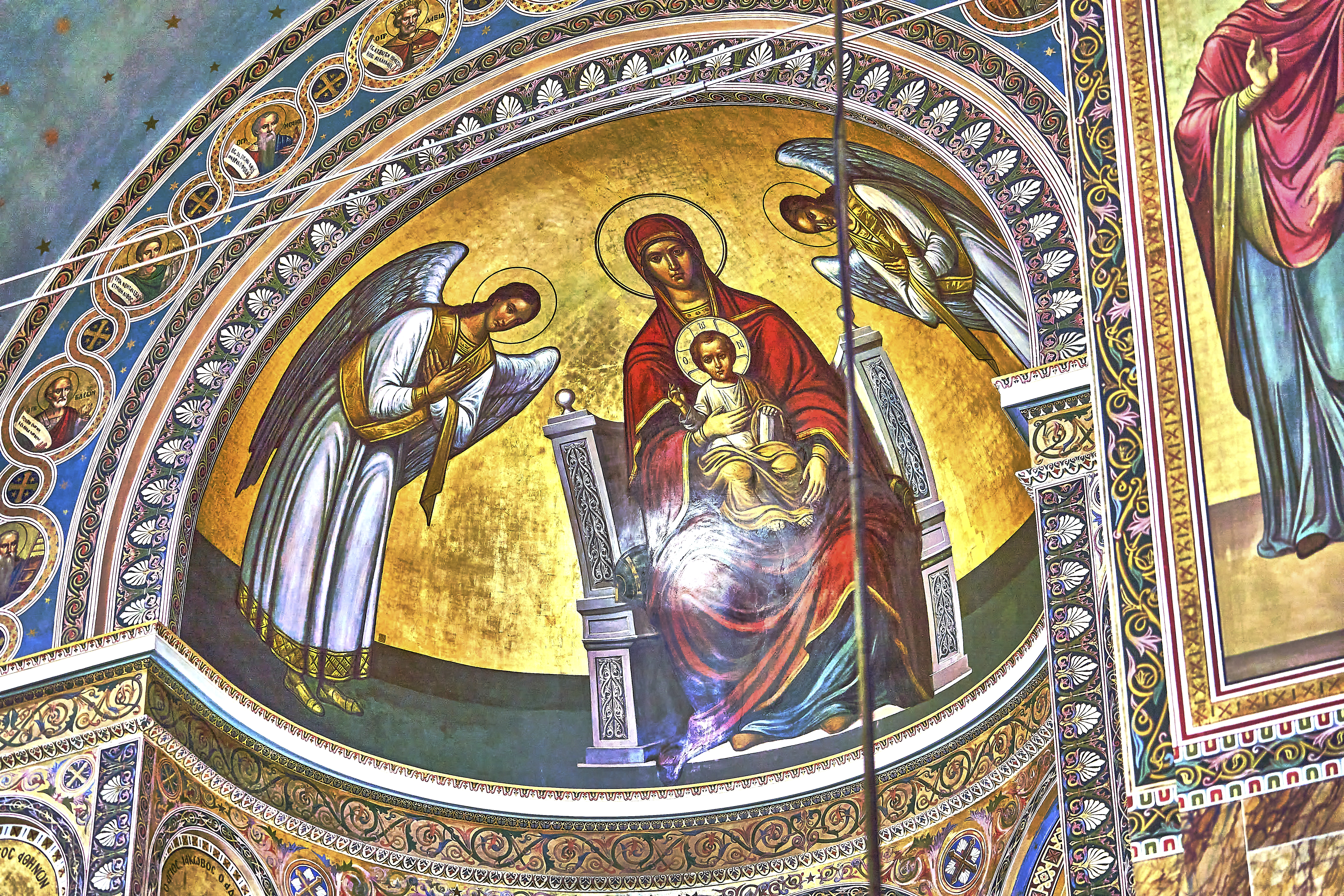
Роспись надалтарной конхи